# Adorno (nome)
Adorno  è un nome proprio di persona italiano maschile.

## Varianti
- Alterati: Adornino[1], Adornetto
- Femminili: Adorna[1][2][3]

## Origine e diffusione
Deriva dal nome medievale Adorno, generalmente con il significato augurale di "adorno di doti fisiche e spirituali", ma interpretabile anche in senso lusinghiero ("ornato", "bello").
Da questo nome deriva il cognome di un'antica famiglia genovese, i Botta Adorno, attestata già nel Duecento, la fama della quale contribuì alla diffusione del nome. Oggi è concentrato nell'Italia centro settentrionale, in particolare in Toscana ed Emilia-Romagna.

## Onomastico
Il nome è adespota, ossia privo di santo patrono. L'onomastico può essere festeggiato in occasione della festa di Ognissanti, che cade il 1º novembre.

## Persone
- Adorno Corradini, atleta e giornalista italiano